# 423-й истребительный авиационный полк (142-й иад ПВО)
423-й истребительный авиационный полк (423-й иап) — воинская часть истребительной авиации, принимавшая участие в боевых действиях Великой Отечественной войны. 

## Наименования полка
- 423-й истребительный авиационный полк[1][2];
- 423-й истребительный авиационный полк ПВО[1][2];
- Войсковая часть (полевая почта) 35583[1][2].

## История и боевой путь полка
423-й истребительный авиационный полк сформирован в 8-м запасном истребительном авиаполку Приволжского военного округа в посёлке Багай-Барановка Саратовской области по штату 015/134 на самолётах Як-1.
С 8 августа 1941 года вошёл в состав 38-й истребительной авиационной дивизии ВВС 24-й армии Резервного фронта. С 8-го августа полк вступил в боевые действия по отражению нападения фашистской Германии и её союзников на СССР на самолётах Як-1. Уже 11 августа одержана первая известная воздушная победа полка в Отечественной войне: младший лейтенант Шугаев в воздушном бою в районе города Ельня сбил немецкий истребитель Ме-109. Весь август полк в составе дивизии принимал участие в Смоленском сражении до 24 августа.
С 14 по 21 сентября 1941 года полк выполнял боевую работу непосредственно по плану штаба 24-й армии, после чего 21 сентября передал 6 оставшихся исправных Як-1 вместе с экипажами в 163-й истребительный авиационный полк и 22 сентября убыл в тыл на доукомплектование.
В период с 29 сентября по 10 ноября 1941 года полк находился на переформировании в 13-м запасном истребительном авиаполку Приволжского военного округа в городе Кузнецк Пензенской области. Переформирован по штату 015/174.
Из ВВС КА 11 ноября 1941 года полк передан в ПВО ТС. Приступил к боевой работе в составе 142-й истребительной авиадивизии ПВО Горьковского района ПВО. С 15 июня по 6 июля 1942 года 2-я эскадрилья полка по заданию ГУ ИА ПВО ТС прикрывала железнодорожные станции и перегоны: Миллерово, Россошь, Каменская, Ворошиловград, Воронеж.
С 5 по 13 июня 1943 года полк участвовал в отражении массированных налётов немецкой авиации на город Горький.
29 июня 1943 года полк вместе со 142-й истребительной авиадивизией ПВО Горьковского района ПВО вошёл в состав войск вновь образованного Восточного фронта ПВО.
В период с 1941 по 1943 годы в процессе боевой работы получал пополнение матчасти самолётами ЛаГГ-3, Як-7б и Ла-5. 31 октября 1943 года полк исключён из действующей армии. До конца войны был в составе 142-й истребительной авиадивизии ПВО.
Всего за годы Великой Отечественной войны полком:
- Результаты боевой работы в составе 38-й иад (сад) в период с 8 августа по 14 сентября 1941 года (14.09 — 21.09.1941 выполнял боевую работу непосредственно по плану штаба 24-й армии, данных в документах 38-й сад нет).
- Совершено боевых вылетов — 316, из них:
  - на патрулирование — 140;
  - на разведку — 43;
  - на сопровождение — 86;
  - на перехват — 17;
  - прочие — 28.
- Проведено воздушных боев — 12.
- Сбито самолётов противника — 6 (все истребители).
- Уничтожено самолётов на аэродромах — до 10.
- Свои потери:
  - лётчиков — 16 (боевые — 14; небоевые — 2);
  - самолётов — 26 (боевые — 21; небоевые — 5).

Результаты боевой работы в составе 142-й иад ПВО:
- Совершено боевых вылетов — 286.
- Проведено воздушных боев — 9.
- Сбито самолётов противника — 8, из них:
  - бомбардировщиков — 4;
  - истребителей — 4;
- Свои потери:
  - самолётов — 1.

Результаты боевой работы в период 05.06.1943 — 13.06.1943 (отражение налётов немецкой авиации на г. Горький):
- Сбито самолётов противника — 1 (ФВ-200)
- Предположительно сбито самолётов противника — 1 (Хе-111)

Базировался полк на аэродроме Правдинск Горьковской области.

## Командиры полка
- майор, подполковник Ковригин Александр Яковлевич[1], 15.11.1941 — 07.1942
- майор Зайцев Дмитрий Александрович[1], 08.1942 — 11.1942
- майор, подполковник Елизаров Исаак Роланович[1], 12.1942 — 12.1945

## Послевоенная история полка
Весь послевоенный период входил в состав 142-й истребительной авиационной дивизии ПВО 1-й воздушной истребительной армии ПВО (с 01.02.1946 г. 19-й воздушной истребительной армии ПВО, с 20.02.1949 г. — 78-й воздушной истребительной армии ПВО, с 31.10.1949 г. — 64-й воздушной истребительной армии ПВО и с 01.03.1952 г. — 52-й воздушной истребительной армии ПВО) Центрального фронта ПВО (с 01.09.1945 г. Северо-Западного округа ПВО, с 14.08.1948 г. Московского района ПВО, а с 20.08.1954 г. — Московского округа ПВО).
1 апреля 1960 года 142-я истребительная авиационная дивизия ПВО совместно с 78-й зенитной артиллерийской дивизией преобразованы в 18-ю дивизию ПВО. Полк вошёл в состав вновь созданной 18-й дивизии ПВО.
В 1947 году полк получил самолёты Ла-7, а в 1952 году полк перевооружён на реактивные истребители МиГ-15, а с 1954 года — МиГ-17. В марте 1958 года полк перебазировался с аэродрома Правдинск на аэродром Стригино Горьковской области. 17 апреля 1961 года полк расформирован в 18-й дивизии ПВО на аэродроме Стригино Горьковской области.